# Friesea sublimis
Friesea sublimis är en urinsektsart som beskrevs av Macnamara 1921. Friesea sublimis ingår i släktet Friesea och familjen Neanuridae. Arten är reproducerande i Sverige. Inga underarter finns listade i Catalogue of Life.